# Matz-Ztefanz med Lailaz Volym 1
Matz-Ztefanz med Lailaz Volym 1 är ett album från 1997 av gruppen Matz Stefanz med Lailaz.

## Låtlista
1. Evert (Skriven av Eddie Meduza)
2. Epatraktorn (Omskrivning av Eddie Meduzas komposition med samma namn)
3. Dalens ros (Skriven av Errol Norstedt/Eddie Meduza)
4. Valpen i fönstret ((How Much Is) That Doggie in the Window?)
5. Klang min vackra bjällra
6. En liten gulnad lapp
7. Ingen plockar en maskros (Skriven av Errol Norstedt/Eddie Meduza)
8. Blå violer
9. Eleganten (Skriven av Errol Norstedt/Eddie Meduza)
10. Kära mor
11. Frottéhandduken
12. Det är så hälsosamt och stärkande
13. Hälsa till Marie från oss
14. Singel och sand
15. Blända å' te' halvljus (Living Next Door to Alice) (med Stefan & Krister)
16. Ruskevärsrock (Bröderna Djup)

### Fotnoter
1. ↑  ”Svensk mediedatabas”. http://smdb.kb.se/catalog/id/001552843. Läst 27 juni 2011.